# Attaque de Deliatyne
Invasion de l'Ukraine par la Russie de 2022
Batailles
Offensive de Kiev (Jytomyr, Kiev) : 
- 1re Hostomel
- Tchernobyl
- Ivankiv
- Kiev
- 2e Hostomel
- Vassylkiv
- Boutcha
- Irpin
  - Bombardement de réfugiés
- Jytomyr
- Mochtchoun
- Makariv
- Brovary

Offensive du Nord (Tchernihiv, Soumy) :
- Hloukhiv
- Slavoutytch
- Bombardements
- Soumy
- Trostianets
- Tchernihiv
- Okhtyrka
- Lebedyn
- Konotop
- Romny
- Desna
- Escarmouches frontalières

Russie  (Briansk, Belgorod) :
- Incursions en Russie occidentale
  - Oblast de Briansk
  - Oblasts de Belgorod et de Koursk
    - Incursions de 2024

  - Bombardement de Belgorod
- Oblast de Koursk (août 2024)

Campagne de l'Est (Donetsk, Louhansk, Kharkiv)
Kharkiv :
- 1re Kharkiv
  - Tchouhouïv
  - Bombardements : en février
  - en mars
  - en avril
  - du bâtiment administratif
- Izioum
- 2e Kharkiv
  - Balaklia
  - 1re Koupiansk
  - Chevtchenkove
- 3e Kharkiv

Nord du Donbass:
- Starobilsk
- Sloviansk
  - Dovhenke
  - 1re Lyman
  - Sviatohirsk
  - Bohorodychne et Krasnopillia
  - Bombardements : Bilohorivka
  - Kramatorsk
- Sievierodonetsk
  - Kreminna
  - Donets
  - Roubijné
  - Popasna
  - Tochkivka
  - Massacre
- Lyssytchansk
- 2e Kharkiv
  - Balaklia
  - 1re Koupiansk
  - Chevtchenkove
  - 2e Lyman
- Oblast de Louhansk
  - Ligne Svatove-Kreminna
  - Serebryansky
  - 2e Koupiansk

 Centre du Donbass:
- Horlivka
- Popasna
- Svitlodarsk
- Bakhmout
  - Soledar
- Siversk
- Tchassiv Iar
- Toretsk

Sud du Donbass :
- Volnovakha
- Marioupol
  - Bombardements : de l'hôpital
  - du théâtre
  - de l'école d'art
- Pisky
- Vouhledar
  - Pavlivka
- Marïnka
- Contre-offensive de 2023
- Avdiïvka
- Novomykhaïlivka
- Pokrovsk
  - Krasnohorivka
  - Toretsk
- Bombardements :
- Makiïvka
- Donetsk

Campagne du Sud (Mykolaïv, Kherson, Zaporijjia)
- 1re Kherson
- Odessa
- Melitopol
- Mykolaïv
  - Bombardements : à fragmentation
  - du bâtiment administratif
- 1re Berdiansk
- Zaporijjia
- Tchornobaïvka
- Enerhodar
- Voznessensk
- Houliaïpole
- Davydiv Brid
- 2e Berdiansk
- Nova Kakhovka
- 2e Kherson
  - Doudtchany
- Dniepr
- Tchoulakivka
- Contre-offensive de 2023
  - Robotyne

Frappes aériennes dans l'Ouest et le Centre de l'Ukraine
- Lviv (02/2022)
- Vinnytsia (03/2022)
- Yavoriv (03/2022)
- Deliatyne (03/2022)
- Dnipro

Guerre navale
- Île des Serpents (02/2022)
- Moskva (04/2022)

Attaques en Crimée
- Novofedorivka (08/2022)
- Djankoï (08/2022)
- Pont de Crimée (10/2022)
- Base navale de Sébastopol (10/2022)
- Pont de Crimée (07/2023)
- Base navale de Sébastopol (09/2023)

Débordement
- Aéroport de Millerovo
- Sabotages en Russie
- Attaques en Transnistrie
- Sabotage des gazoducs Nord Stream
- Terrain d'entraînement militaire de Soloti
- Explosions en Pologne
- Bases aériennes de Dyagilevo et Engels-2
- Base aérienne de Minsk-Matchoulichtchi
- Crise russo-moldave de 2023
  - Accusations de tentative de coup d'État en Moldavie
- Incident de drone de 2023 en mer Noire
- Rébellion du groupe Wagner

Massacres
- Tchernihiv
- Boutcha
- Borodianka
- Olenivka
- Izioum

L'attaque de Deliatyne est une attaque par missiles hypersoniques russes d'un entrepôt ukrainien souterrain d'armes et munitions, survenue le 18 mars 2022. L'entrepôt qui contenait des missiles et munitions d'aviation des troupes ukrainiennes se situait à Deliatyne, dans l'oblast d'Ivano-Frankivsk, à l'ouest de Ukraine. Il s'agit probablement de la première utilisation opérationnelle d'un missile hypersonique, en l'occurrence un ou plusieurs Kh-47M2 Kinjal, contre l'Ukraine,,,.

## Déroulement
Le 19 mars, le ministère russe de la Défense déclare que l'armée russe a utilisé des missiles hypersoniques du complexe Kinjal pour détruire la base souterraine de Deliatyne, dans l'oblast d'Ivano-Frankivsk. Le porte-parole du commandement de l'armée de l'air des Forces armées d'Ukraine, Yuriy Ignat, confirme une frappe de missiles à Deliatyne. Le ministère de la Défense de l'Ukraine confirme l'attaque contre les entrepôts, mais ne peut établir le type exact d'arme avec lequel elle a été infligée. En outre, selon le ministère : « Malheureusement, l'Ukraine est devenue un terrain d'essai pour tout l'arsenal d'armes de missiles russes. Ils utilisent des complexes opérationnels et tactiques Iskander, des missiles de croisière Kalibr et d'autres : Kh-101, Kh-55, X-555 ».
Des responsables américains confirment à CNN que la Russie a lancé de puissants missiles hypersoniques contre l'Ukraine, la première utilisation connue de tels missiles au combat. La Russie affirme avoir déployé des missiles hypersoniques pour détruire un entrepôt de munitions à Deliatyne. Les lancements sont probablement destinés à tester les armes et à envoyer un message à l'Occident sur les capacités russes.

### Vidéo russe
La Russie publie une vidéo de ce qu'elle dit être sa frappe de missiles sur le dépôt d'armes de Deliatyne, une petite ville du sud-ouest de l'Ukraine située à seulement 100 km de la frontière avec la Roumanie. Le 19 mars au soir, The War Zone (magazine) reçoit des images satellite prises par la société américaine Planet Labs, qui contredisent la vidéo du ministère russe de la Défense qui montrerait une frappe, non pas sur un grand entrepôt dans l'ouest de l'Ukraine, mais sur une ferme ou un grand poulailler au sud-est de l'oblast de Kharkiv. Les photos ont été prises le 12 mars 2022, une semaine avant la publication de la vidéo et la diffusion d'informations sur l'utilisation du Kinjal. À ce moment-là, la ferme a déjà été partiellement détruite.